# Bukit Asam
Pour les articles homonymes, voir Asam.
PT Tambang Batubara Bukit Asam (Persero) Tbk, plus connue sous le nom de Bukit Asam, est une société minière appartenant au gouvernement indonésien et fondée en 1950.

## Histoire
L'exploitation de la mine de Tanjung Enim dans le sud de Sumatra commence à l'époque coloniale en 1919 avec l'ouverture d'une mine à ciel ouvert à Air Laya. En 1923 commence l'exploitation d'une mine souterraine qui prendra fin en 1940.
En 1950, l'Indonésie indépendante crée la Perusahaan Negara Tambang Arang Bukit Asam ("entreprise de mines de charbon d'Etat Bukit Asam") ou PN TABA.
En 1981, PN TABA est transformée en perseroan terbatas ("société anonyme") ou PT sous le nom de PT Tambang Batubara Bukit Asam (Persero) Tbk. En 1990, le gouvernement fusionne la société avec l'entreprise publique Perum Tambang Batubara.
Le 23 décembre 2002 a eu lieu l'introduction en bourse de la société à la bourse de Jakarta.
1. ↑  Indonesia Stock Exchange (bourse des valeurs), consulté le 1er juin 2020.